# 大郎书院
大郎书院，位于中国广西壮族自治区浦北县小江街道平马小学内，为一个省级文物保护单位，类型为古建筑，为第六批广西壮族自治区文物保护单位，公布时间为2009年5月4日。
大郎书院的历史年代为清代。